# 小三江镇
小三江镇，是中华人民共和国广东省清远市连山壮族瑶族自治县下辖的一个乡镇级行政单位。

## 行政区划
小三江镇下辖以下地区：
三联村、田心村、三才村、省洞村、鹿鸣村、加平村、登阳村、中和村和高明村。